# Načeradec
Načeradec (en allemand : Natscheradetz) est un bourg (městys) du district de Benešov, dans la région de Bohême-Centrale, en République tchèque. Sa population s'élevait à 1 059 habitants en 2020.

## Géographie
Načeradec se trouve à 11 km au sud de Vlašim, à 25 km au sud-est de Benešov et à 216 km au sud-est de Prague.
La commune est limitée par Louňovice pod Blaníkem et Pravonín au nord, par Čechtice au nord-est, par Čáslavsko et Lukavec à l'est, par Mezilesí et Smilovy Hory au sud, et par Vilice et Kamberk à l'ouest.

## Histoire
La première mention écrite de la localité date de 1184.